# Kroninsignien der Großherzöge von Baden

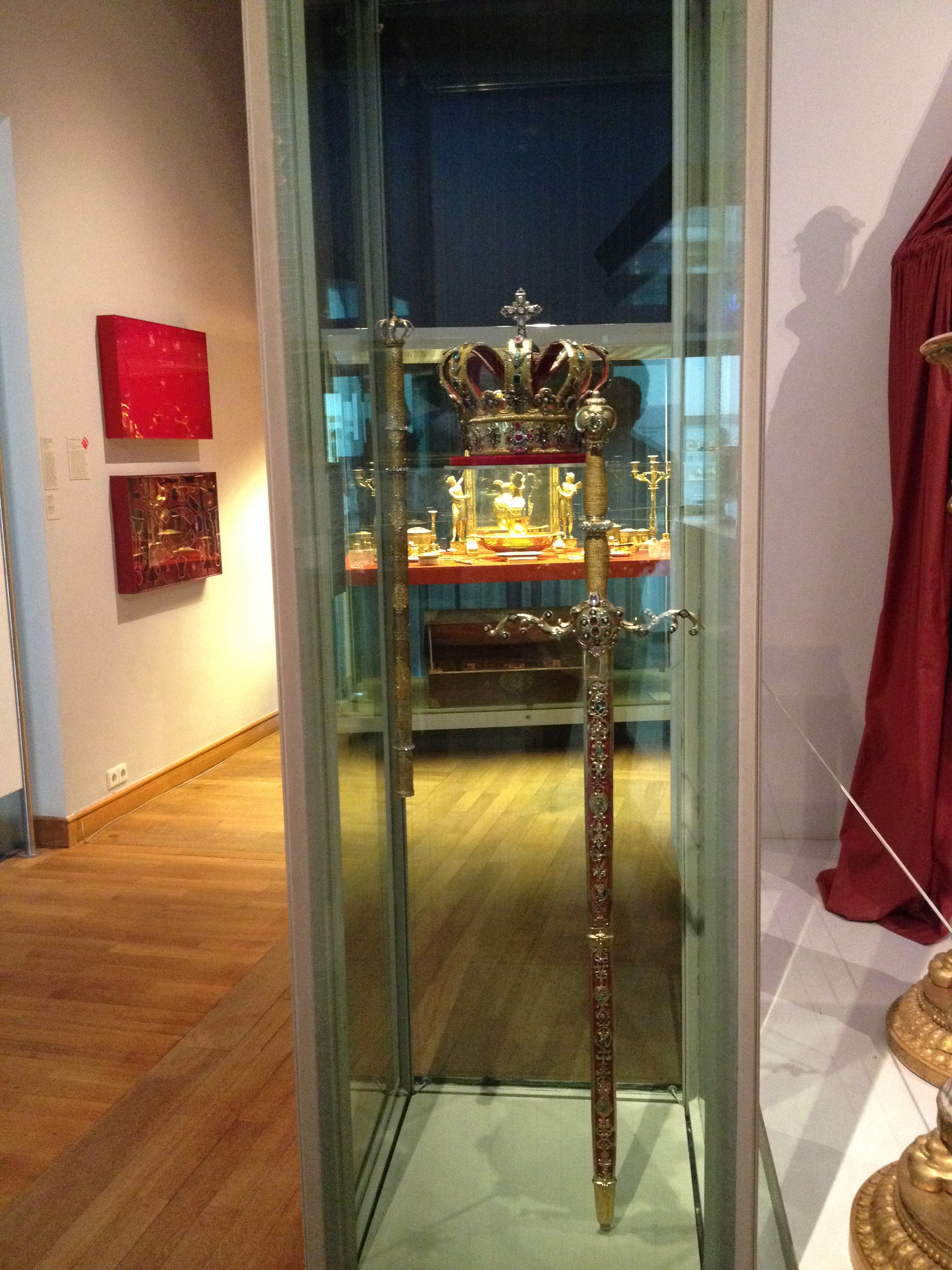
Badische Kroninsignien

Die Kroninsignien der Großherzöge von Baden bestehen aus der Krone, dem Zepter und dem Zeremonienschwert. Der Plan zur Herstellung neuer Kroninsignien für das Großherzogtum Baden wurde zwar schon 1808 gefasst, sie wurden aber erst zur Beisetzung des Badener Großherzogs Karl Friedrich von Baden im Jahr 1811 in aller Eile hergestellt.

## Einzelteile
Das Zepter ist gefertigt aus einem Pusikan und stammt vermutlich aus der Türkenbeute der Markgrafen von Baden-Durlach. Ursprünglich wurde das Stück um 1600 von Bartholomäus Igell in Kronstadt gefertigt. Bei der Umarbeitung zum Szepter wurde der das Stück bekrönende Reichsapfel durch eine Krone ersetzt, die Verzierung mit Diamanten entstammt dem Rastatter Hofkirchenschatz.
Für die Krone kamen Teile aus dem bereits 1803 gefertigten Kurhut die blaue emaillierte Kugel mit Diamanten und Rubinen und das ebenso verzierte Kreuz zur Verwendung. Weitere Edelsteine stammen zum Teil aus Gegenständen, die bei der Säkularisation an das Haus Baden gekommen waren, unter anderem aus dem Kloster Schwarzach. Die Krone ist 26 cm hoch und weist einen Reifdurchmesser von 13,8 cm auf. Die Konstruktion besteht aus einem mit Pappe verstärkten Drahtgerüst, das innen mit purpurrotem Samt bezogen ist. Auf seiner Außenseite ist der Stirnreif mit vergoldetem Silberblech belegt. Die acht Bügel der Krone sind außen mit gelbem Seidentaft bezogen und mit einem Gittermuster aus Goldfäden überstickt. Die Ränder der Bügel werden von vergoldeten Pailletten gesäumt.
Das Schwert stammt von Johannes Biller, Augsburg, aus der Zeit um 1730. Das Schwert stammt aus dem Besitz des Fürstbistums Speyer und kam durch die Säkularisation des Bistums an Baden. Es wurde 1811 in Karlsruhe umgearbeitet.

## Nutzung
Die badischen Kroninsignien wurden 1811 zur feierlichen Beerdigung des ersten Großherzogs Karl Friedrich (1728–1811) gefertigt. Bis 1918 blieb es ihr einziger Verwendungszweck, die Beerdigungen der badischen Großherzöge standesgemäß auszustatten.

## Jetzige Präsentation
Heute wird das aufwändig restaurierte Thron-Ensemble mit den Kroninsignien der Großherzöge von Baden im Badischen Landesmuseum im Karlsruher Schloss gezeigt.